# Tensor antisimétrico
En matemáticas, un tensor antisimétrico o antisimétrico con respecto a un subconjunto de índices es un tensor que alterna signo (+/-) cuando se intercambian dos índices cualesquiera del subconjunto. Cuando un tensor es antisimétrico respecto a todos sus índices se llama tensor completamente antisimétrico o simplemente tensor anstisimétrico. Por ejemplo:
{\displaystyle T_{ijk\dots }=-T_{jik\dots }=T_{jki\dots }=-T_{kji\dots }=T_{kij\dots }=-T_{ikj\dots }}
Son condiciones que satisface un tensor antisimétrico con respecto a sus primeros tres índices.
Es importante destacar que la condición de antisimetría requiere que en el subconjunto de índices respecto a los que existe antisimetría, todos los índices sean covariantes o contravariantes, ya que los tensores subconjuntos mixtos están excluidos de la condición de antisimetría.
Un campo tensorial covariante completamente antisimétrico de orden {\displaystyle k} puede denominarse forma diferencial {\displaystyle k}, y un campo tensorial contravariante completamente antisimétrico puede denominarse {\displaystyle k}-vector.

## Tensores antisimétricos y simétricos
Un tensor {\displaystyle \mathbf {A} =A_{ij}} que es antisimétrico en los índices {\displaystyle i} y {\displaystyle j} tiene la propiedad de que la contracción con un tensor {\displaystyle \mathbf {B} =B^{ij}} que es simétrico en los índices {\displaystyle i} y {\displaystyle j} es idénticamente 0:
{\displaystyle \operatorname {cont} (\mathbf {A} \mathbf {B} )=A_{ij}B^{ij}=0}
Para un tensor general U con componentes {\displaystyle U_{ijk\dots }} y un par de índices {\displaystyle i} y {\displaystyle j,} U tiene partes simétricas y antisimétricas definidas como:
{\displaystyle U_{(ij)k\dots }={\frac {1}{2}}(U_{ijk\dots }+U_{jik\dots })} | || (parte simétrica)
{\displaystyle U_{[ij]k\dots }={\frac {1}{2}}(U_{ijk\dots }-U_{jik\dots })} || ||(parte antisimétrica).

Se pueden dar definiciones similares para otros pares de índices.  Como sugiere el término "parte", un tensor es la suma de su parte simétrica y su parte antisimétrica para un par de índices dado, como en
{\displaystyle U_{ijk\dots }=U_{(ij)k\dots }+U_{[ij]k\dots }.}

## Notación
Una notación abreviada para la antisimetrización se denota con un par de corchetes. Por ejemplo, en dimensiones arbitrarias, para un tensor covariante de orden 2 M,
{\displaystyle M_{[ab]}={\frac {1}{2!}}(M_{ab}-M_{ba}),}
y para un tensor covariante de orden 3 T
{\displaystyle T_{[abc]}={\frac {1}{3!}}(T_{abc}-T_{acb}+T_{bca}-T_{bac}+T_{cab}-T_{cba}).}
En 2 y 3 dimensiones cualesquiera, se pueden escribir como
{\displaystyle {\begin{aligned}M_{[ab]}&={\frac {1}{2!}}\,\delta _{ab}^{cd}M_{cd},\\[2pt]T_{[abc]}&={\frac {1}{3!}}\,\delta _{abc}^{def}T_{def}.\end{aligned}}}
donde {\displaystyle \delta _{ab\dots }^{cd\dots }} es el delta de Kronecker generalizado, y utilizamos la notación de Einstein para sumar sobre índices similares.
De forma más general, independientemente del número de dimensiones, la antisimetrización sobre índices {\displaystyle p} puede expresarse como
{\displaystyle T_{[a_{1}\dots a_{p}]}={\frac {1}{p!}}\delta _{a_{1}\dots a_{p}}^{b_{1}\dots b_{p}}T_{b_{1}\dots b_{p}}.}
En general, todo tensor de rango 2 puede descomponerse en un par simétrico y antisimétrico como:
{\displaystyle T_{ij}={\frac {1}{2}}(T_{ij}+T_{ji})+{\frac {1}{2}}(T_{ij}-T_{ji}).}
Esta descomposición no es en general cierta para los tensores de rango 3 o más, que tienen simetrías más complejas.

## Ejemplos
Los tensores totalmente antisimétricos incluyen:
- Trivialmente, todos los escalares y vectores (tensores de orden 0 y 1) son totalmente antisimétricos (además de ser totalmente simétricos).
- El tensor campo electromagnético, {\displaystyle F_{\mu \nu }} en electromagnetismo.
- La forma volumétrica riemanniana en una métrica pseudo-riemanniana.